# 선춘령
선춘령(先春嶺)은 고려의 예종 때 윤관이 동북 9성을 쌓을 당시 북쪽 경계의 지명으로, 《세종실록 지리지》에서는 "함주에서 공험진(公險鎭)까지 9성을 쌓고, 공험진의 선춘령에 비석으로 경계를 세웠다."고 기록하고 있다. 공험진은 동북 9성 중 하나다.

## 지리적 위치
《세종실록 지리지》 함길도 길주목 경원도호부 기록에서는 "북쪽으로 공험진까지 700리, 동북쪽으로 선춘현까지 700여리"라는 적고 있는데,

그 거리의 기준점은 원래 치소(治所)가 있던 두만강 근처가 아니라 그보다 200리 가량 남쪽에 위치한 부가참(富家站, 현 청진시 부거리, 옛 부령군 부거면)이었다. 해당 기록이 태종 10년에 경원도호부 영역 대부분을 여진족에 빼앗긴 후 세종대왕의 육진 개척 전까지 부가참('부거참'이라고도 한다)이 임시 치소였을 때를 기준으로 쓰여졌기 때문이다.

같은 기록에는 선춘령(선춘현, 先春峴)에 이르는 경로를 다음과 같이 적고 있는데, 이에 따르면 세종실록 지리지는 선춘령이 현 함경북도 경원군 경원읍에서 두만강을 건너면 300리(약 135km)쯤 북쪽에 있는 것으로 가리키고 있다.
동림성(東林城, 현 함경북도 경원군 동림리)에서 북쪽으로 5리쯤 가면 소다로(所多老, 경원군 룡당리)의 영기(營基)가 있고, 그 북쪽으로 30리에 회질가(경원군 경원읍)탄(會叱家灘)이 있으니 바로 두만강의 하류이다. 강을 건너 10리의 넓은 들 가운데 큰 성이 있으니 곧 현성(縣城, 훈춘시)이다. … 현성 북쪽으로 90리 밖 산 위에 옛 석성(石城)이 있는데 이름이 어라손참(於羅孫站)이다. 그 북쪽 30리에 허을손참(虛乙孫站), 거기서 북쪽 60리에 유선참(留善站)이 있고, 그 동북쪽 70리에 토성 터가 있으니 곧 거양성(巨陽城)이다. … 거양성은 본래 고려 대장 윤관이 쌓은 것이다. 거양성에서 서쪽으로 60리를 가면 선춘현(先春峴)이니, 곧 윤관이 비(碑)를 세운 곳이다. 그 비의 4면에 글이 새겨져 있었으나 오랑캐가 글자를 깎아 버렸다. 훗날 그 밑을 파본 사람이 있었는데 '고려지경(高麗之境)'이라는 네 글자가 있었다. 선춘현에서 수빈강(愁濱江)을 건너면 옛 성터가 있다.
- 원문: 自東林城北去五里許 有所多老營基, 其北三十里 有會叱家灘 乃豆滿江之下流也. 越江 十里大野中 有大城卽縣城. … 其北九十里 山上有古石城 名曰於羅孫站. 其北三十里 有虛乙孫站, 其北六十里 有留善站, 其東北七十里 有土城基卽巨陽城. … 城本高麗大將尹瓘所築. 自巨陽西距六十里 先春峴卽尹瓘立碑處. 其碑四面有書 爲胡人剝去其字. 後有人堀其根 有高麗之境四字. 自先春峴越愁濱江 有古城基.

『신증동국여지승람』에도 위와 같은 내용이 기술되어 있었다.

## 같이 보기
- 윤관
- 오연총
- 동북 9성
- 강동 6주
- 육진
- 두만강
- 여진족
- 공험진
- 수빈강